# 스택

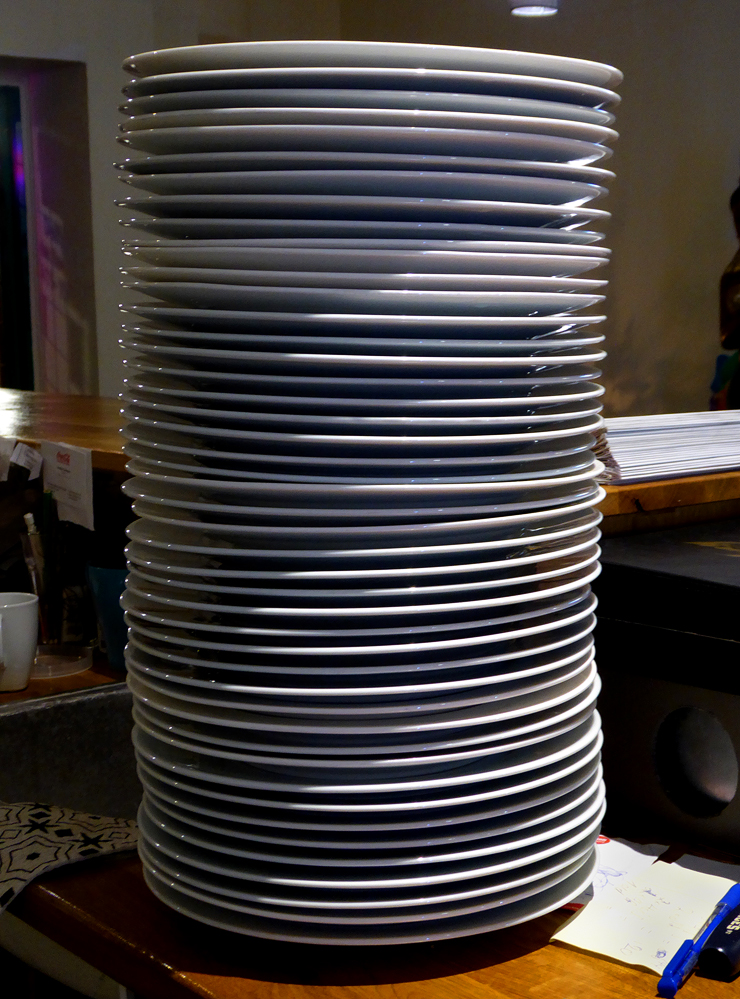
접시 더미와 마찬가지로 추가 또는 제거는 상단에서만 실용적이다.

스택의 구조

푸시 및 팝 작업을 사용한 스택 런타임의 간단한 표현.

스택(stack)은 제한적으로 접근할 수 있는 나열 구조이다. 그 접근 방법은 언제나 목록의 끝에서만 일어난다. 끝먼저내기 목록(Pushdown list)이라고도 한다.
스택은 한 쪽 끝에서만 자료를 넣거나 뺄 수 있는 선형 및 후입 선출(LIFO - Last In First Out) 구조로 되어 있다. 자료를 넣는 것을 '밀어넣는다' 하여 푸쉬(push)라고 하고 반대로 넣어둔 자료를 꺼내는 것을 팝(pop)이라고 하는데, 이때 나중에(최근에) 넣은(푸쉬한) 값이 먼저 나오게 된다. 
이를 테면, a부터 b와 c를 순서대로 넣은 다음 자료를 하나씩 꺼내면 c부터 b와 a의 순서로 나오게 된다. S를 스택, x를 데이터 요소(element)라고 하자. 그러면 스택에서는 아래와 같은 중요한 연산이 존재하는 것을 알 수 있다.
- S.top(): 스택의 가장 윗 데이터를 반환한다. 만약 스택이 비었다면 이 연산은 정의불가 상태이다.
- S.pop(): 스택의 가장 윗 데이터를 삭제한다. 스택이 비었다면 연산 정의불가 상태.
- S.push(): 스택의 가장 윗 데이터로 top이 가리키는 자리 위에(top = top + 1) 메모리를 생성, 데이터 x를 넣는다.
- S.empty(): 스택이 비었다면 1을 반환하고,그렇지 않다면 0을 반환한다.

또한, 스택연산을 목록(list) 연산으로 표현할 수도 있다.
- S.top(): S.retrieve(S.first())
- S.pop(): S.top(),S.delete(S.first())
- S.push():S.insert(x,pNull)
- S.empty():S.first()==pNull

컴퓨터에서 포인터라고 하는 자료의 위치 표시자와 넣고 빼는 명령어를 사용해서 스택을 이용한다. 주로 함수를 호출할 때 인수의 전달 등에 이용된다. LIFO의 특징을 이용하여 역폴란드 표기법을 이용한 프로그래밍 언어인 포스(Forth) 등에서도 이용된다.

## 하드웨어 스택
아키텍처 수준에서 스택을 사용하는 것은 메모리의 할당 및 접근 수단을 의미한다.

## 스택 예제
```
다음은
 
윈도우
 
기준의
 
C언어로
 
제작된
 
스택의
 
예제이다
.

/* Stack Example */

#include
 
<stdio.h>

#include
 
<stdlib.h>

#include
 
<conio.h>

int
 
Stack
[
10
];

int
 
top
=
-1
;

int
 
push
(
int
 
dat
);

int
 
pop
(
void
);

int
 
printstack
(
void
);

int
 
main
(
void
)
 
{

	
int
 
inval
,
 
innum
;

	
printf
(
" - Algorithm Stack - 
\n
"
);

	
printf
(
"Made by POM(lovebeen04@gmail.com)
\n
"
);

	
printf
(
"=================================
\n
"
);

	
printf
(
"1. Push Value
\n
"
);

	
printf
(
"2. Pop Value
\n
"
);

	
printf
(
"3. Print Stack
\n
"
);

	
printf
(
"4. Exit
\n
"
);

	
printf
(
"=================================
\n
"
);

	
printf
(
"> Enter Number: "
);

	
scanf
(
"%d"
,
 
&
inval
);

	
switch
(
inval
)
 
{

		
case
 
1
:

			
system
(
"cls"
);

			
printf
(
"> Enter Number: "
);

			
scanf
(
"%d"
,
 
&
innum
);

			
push
(
innum
);

			
break
;

		
case
 
2
:

			
pop
();

			
break
;

		
case
 
3
:

			
printstack
();

			
break
;

		
case
 
4
:

			
system
(
"pause"
);

			
break
;

		
default
:

			
system
(
"cls"
);

			
printf
(
" Error
\n
"
);

			
break
;

	
}

	
return
 
0
;

}

int
 
push
(
int
 
dat
)
 
{

	
if
(
top
 
>=
 
9
)
 
{

		
system
(
"cls"
);

		
printf
(
"Stack Overflow
\n
"
);

		
getch
();

		
system
(
"cls"
);

		
main
();

	
}
 
else
 
{

		
top
++
;

		
Stack
[
top
]
 
=
 
dat
;

		
system
(
"cls"
);

		
printf
(
"Push %d
\n
"
,
 
dat
);

		
getch
();

		
system
(
"cls"
);

		
main
();

	
}

}

int
 
pop
(
void
)
 
{

	
system
(
"cls"
);

	
if
(
top
 
<=
 
-1
)
 
{

		
system
(
"cls"
);

		
printf
(
"Stack Downflow
\n
"
);

		
getch
();

		
system
(
"cls"
);

		
main
();

	
}
 
else
 
{

		
Stack
[
top
]
 
=
 
0
;

		
top
--
;

		
main
();

	
}

}

int
 
printstack
(
void
)
 
{

	
int
 
a
;

	
system
(
"cls"
);

	
printf
(
"=================================
\n
"
);

	
for
(
a
=
9
;
 
a
>=
0
;
 
a
--
)
 
printf
(
"%d
\n
"
,
 
Stack
[
a
]);

	
printf
(
"=================================
\n
"
);

	
getch
();

	
system
(
"cls"
);

	
main
();

}

```

## 같이 보기
- 큐 (자료 구조)
- 덱 (자료 구조)
- 선입 선출
- 역폴란드 표기법